# 牛宿六
摩羯座ρ，又名BD-18 5689，HD 194943、SAO 163614、HR 7822，是摩羯座的一颗恒星，视星等为4.78，位于銀經26.8，銀緯-29.27，其B1900.0坐标为赤經20h 23m 9.4s，赤緯-18° -29.27′ 39″。